# Eotetranychus ranikhetensis
Eotetranychus ranikhetensis är en spindeldjursart som beskrevs av Gupta 1994. Eotetranychus ranikhetensis ingår i släktet Eotetranychus och familjen Tetranychidae. Inga underarter finns listade i Catalogue of Life.